# Powiat łobeski
Powiat łobeski är ett distrikt (powiat) i nordvästra Polen, tillhörande Västpommerns vojvodskap. Huvudort är staden Łobez. Distriktet har 37 931 invånare (2014) och är det befolkningsmässigt minsta distriktet i Västpommerns vojvodskap.

## Historia
Distriktet hade en föregångare före 1975, då powiaterna avskaffades som administrativ nivå. När de återinfördes 1999 fanns inte Powiat łobeski längre med i den nya powiatindelningen av Västpommerns vojvodskap. Efter kraftiga lokala protester drogs de administrativa gränserna i regionen om och en grupp kommuner bröts loss ur granndistrikten för att nybilda Powiat łobeski den 1 januari 2002.

## Administrativ kommunindelning
Distriktet indelas i fem kommuner, varav fyra är stads- och landskommuner och en är landskommun.

Kommunindelning

### Stads- och landskommuner
Följande kommuner består av en stad med omgivande landsbygd:
- Łobez (huvudort)
- Resko
- Węgorzyno
- Dobra

### Landskommuner
Följande kommun saknar städer:
- Radowo Małe